# The Bump
Pour plus de détails, voir Fiche technique et Distribution.
The Bump est un court métrage britannique réalisé par Adrian Brunel, sorti en 1920.

## Synopsis
John Brice est un grand explorateur, capable de trouver son chemin au Tibet mais qui se perd à Londres.

## Fiche technique
- Titre original : The Bump
- Réalisation : Adrian Brunel
- Scénario : A.A. Milne
- Photographie : H.M. Lomas
- Production : Adrian Brunel, Leslie Howard
- Société de production : Minerva Films
- Société de distribution : Minerva Films
- Pays d'origine :  Royaume-Uni
- Langue originale : anglais
- Format : Noir et blanc  — 35 mm — 1,33:1 — Film muet
- Genre : Comédie
- Durée : 2 bobines
- Dates de sortie : Royaume-Uni : octobre 1920

## Distribution
- C. Aubrey Smith : John Brice
- Faith Celli : Lilliam Montrevor
- Douglas Marshall : Freddy
- Nellie Cooper : Mme Montrevor
- F.W. Grant : M. Montrevor